# Globicephala etruriae
Globicephala  etruriae — вимерлий вид дельфінових з роду Globicephala з пліоцену Італії. Типовий зразок був знайдений у прибережному аргіллиті П’яченці у Вольтеррі. Його назвав у 1987 році Г. Піллері.